# Motel Blue
Motel Blue (Blue Motel en España y El motel de la perdición en Hispanoamérica) es una película de suspenso estadounidense de 1997 dirigida por Sam Firstenberg y protagonizada por Sean Young, Soleil Moon Frye  y Rob Stewart.  

## Argumento
Kyle Rivers es una joven agente de la Justicia que acaba de graduarse en la escuela de inspectores. Siempre ha actuado de forma natural en esa dirección, ya que siempre ha tenido la necesidad de combatir las injusticias y defender al prójimo. Después de años de duro esfuerzo Rivers ya tiene el objetivo que desde el comienzo siguió concienzudamente: Ser inspectora de policía.
Tras un par de días Kyle Rivers tiene la difícil misión de seguir a Lana Hawking. Es una misteriosa científica que ha sido encargada de un proyecto totalmente secreto. Después de haberse graduado ella nunca se esperaba comenzar con algo tan importante a causa de su inexperiencia, la cual compensa con su buen hacer y sus maneras para investigar.
Lo que comenzó como un seguimiento sin más termina por convertirse en una relación que sobrepasa la simple amistad. Nada es como parece y eso es algo que nunca se lo enseñaron en la Academia.

## Reparto
| Actor               | Personaje        |
| ------------------- | ---------------- |
| Sean Young          | Lana Hawking     |
| Soleil Moon Frye    | Kyle Rivers      |
| Rob Stewart         | Daniel Larimer   |
| Robert Vaughn       | Jefe MacIntyre   |
| Spencer Rochfort    | Steven Butler    |
| Barry Sattels       | Wayne Hawking    |
| Malcolm Yates       | Dr. Jeremy Marks |
| James Michael Tyler | Oscar Bevins     |

## Producción
Queriendose aprovechar del éxito de Instinto Básico (1993), se hizo esta película para video, ya que, a pesar de posteriores fracasos, las ganas de aprovecharse de la moda de películas de suspenso eróticas, continuaba en ese ámbito de películas.

## Recepción
Hoy en día la película ha sido valorada en portales cinematográficos. En IMDb, con aproximadamente 194 votos registrados, el filme obtiene una media ponderada de 4,6 sobre 10. También cabe destacar, que en La Vanguardia el 33 % de los usuarios registrados allí le dan una valoración positiva.